# Hoëbeke
Hoëbeke est une maison d'édition française créée en 1984 par Lionel Hoëbeke et spécialisée dans les beaux livres, passée sous le contrôle du groupe Gallimard depuis 2016. 

## Fondation
Hoëbeke est une maison d'édition française créée en 1984 par Lionel Hoëbeke.
Elle est spécialisée dans la publications de beaux livres : photographie, illustration, humour, graphisme. On peut citer les ouvrages des photographes Doisneau et Willy Ronis, des graphistes et publicitaires Massin et Séguéla, de l'elficologue Pierre Dubois, les dessins de Cabu et des dessinateurs de Charlie Hebdo.
La collection « Étonnants Voyageurs » créée en 2000 sous la direction de Michel Le Bris constitue l'essentiel des rares ouvrages non illustrés de la maison.

## Époque Gallimard
En 2006, Gallimard rentre au capital de Hoëbeke à hauteur de 49 % et en récupère la distribution et la diffusion.
Entre 2014 et 2016, Hoëbeke passe sous le contrôle complet de Gallimard par l'intermédiaire de sa holding éditoriale Madrigall. En 2017, la direction effective passe de Lionel Hoëbeke à Line Karoubi, éditrice chez Gallimard, tandis qu'Audrey Demarre, ancienne d'Hoëbeke, prend en charge la politique éditoriale.